# La Neuville-Roy
La Neuville-Roy település Franciaországban, Oise megyében. Lakosainak száma 906 fő (2022. január 1.). La Neuville-Roy Cressonsacq, Grandvillers-aux-Bois, Montiers, Moyenneville, Pronleroy és Wacquemoulin községekkel határos.

## Népesség
A település népességének változása:
| Lakosok száma | 956  | 945  | 968  | 952  | 940  | 927  | 915  | 910  | 906  |
|               | 2013 | 2015 | 2016 | 2017 | 2018 | 2019 | 2020 | 2021 | 2022 |